# تپه قلعه شاه دزد ۲ (نوشهر)
تپه قلعه شاه دزد ۲ (نوشهر) مربوط به عصر آهن دو است و در شهرستان نوشهر، بخش کجور، روستای کجور واقع شده و این اثر در تاریخ ۱۰ خرداد ۱۳۸۲ با شمارهٔ ثبت ۸۷۹۱ به‌عنوان یکی از آثار ملی ایران به ثبت رسیده است.